# Psylliodes picinus
Psylliodes picinus là một loài bọ cánh cứng trong họ Chrysomelidae. Loài này được Marsham miêu tả khoa học năm 1802.